# Anthradapis
Anthradapis ist eine ausgestorbene Gattung der Primaten, die im Oberen Eozän vor rund 38 bis 34 Millionen Jahren im heutigen Südostasien lebte. Bisher ist nur ein einziger Unterkiefer bekannt. Dieser stammt aus der Fossillagerstätte von Na Dương im nordöstlichen Vietnam. Anhand der Zahnmerkmale wird Anthradapis zu den Adapiformes gestellt und zur Familie der Sivaladapidae verwiesen. Als besondere Merkmale können ein nicht zurückgebildeter erster Prämolar und ein seitlich sehr breiter erster Molar herausgestellt werden. Im Vergleich zu nahe verwandten Formen war Anthradapis vergleichsweise groß und wurde über 5 kg schwer. Die Tiere ernährten sich vermutlich von Früchten und hartschaligen Pflanzenbestandteilen. Die Gattung wurde im Jahr 2019 wissenschaftlich eingeführt. Es ist eine Art anerkannt.

## Merkmale
Anthradapis war ein vergleichsweise großer Vertreter der Adapiformes. Berechnungen zufolge erreichte er ein Körpergewicht von rund 5,3 kg. Überliefert ist bisher nur ein rechter Unterkieferast, der auf einer Länge vom zweiten Schneidezahn bis zum ersten Molar vollständig vorliegt. Er gehörte zu einem nicht ausgewachsenen Individuum, da einzelne Zähne noch dem Milchgebiss zuzurechnen sind. Der horizontale Knochenkörper war hoch gestaltet, aber schlank und verlief in Aufsicht weitgehend gerade. Vom zweiten Schneidezahn blieb nur die Wurzel erhalten. Der Eckzahn ragte hoch und spitz auf und war seitlich verschmälert. Bei ihm handelt es sich um einen Milchzahn, zungenseitlich brach beim Tod des Individuums gerade der dauerhafte Eckzahn durch. Seine massive Wurzel durchdrang den Unterkieferkörper bis zum dritten Prämolaren und war am Ende nicht geschlossen. Die hintere Zahnreihe zeigte sich gestaucht mit eng beieinander stehenden Zähnen. Ein kurzes, etwa 1 mm langes Diastema trennte sie von den vorderen Zähnen ab. Als einzigartig für Anthradapis innerhalb der Sivaladapidae kann die Ausbildung eines ersten Prämolaren angesehen werden, da dieser ansonsten bei anderen Vertretern reduziert war. Bis auf den ersten Prämolaren verfügten alle anderen Vormahlzähne über zwei Wurzeln, was ein typisches Kennzeichen der Adapiformes und der Feuchtnasenprimaten darstellt. Allerdings wiesen die Prämolaren abweichend von zahlreichen anderen Linien der Adapiformes keine starken Molarisierungen auf und ähnelten so nicht den Mahlzähnen. Die Zahnkronen der Prämolaren bei Anthradapis waren weitgehend einspitzig, mit dem mittig sitzenden Protoconid als höchsten Punkt. Lediglich auf den beiden hinteren Prämolaren kam noch ein kleiner Nebenhöcker, das Hypoconid, vor. Von der Hauptspitze liefen jeweils vier deutliche Scherkanten herab. Ähnliches kam auch bei anderen paläogenen Formen der Sivaladapidae vor, bei späteren Vertretern der Gruppe hatte sich die Anzahl der Scherkanten zurückgebildet. Diese stammesgeschichtlich jüngeren Formen besaßen außerdem einen eckzahnartigen zweiten Prämolaren, für Anthradapis traf dies nicht zu. Das genaue Aussehen des letzten Prämolaren kann bei der Primatengattung nicht eindeutig bestimmt werden, da er noch nicht durchgebrochen war, CT-Scans belegen aber einen nicht molarisierten vierten Dauerprämolaren im Unterkieferkörper. Dies setzt Anthradapis wiederum von den neogenen Angehörigen der Sivaladapidae ab, die über einen molariserten letzten Prämolaren verfügten. Der erste Mahlzahn war rechteckig sowie hochkronig und nur von einer dünnen Zahnschmelzschicht bedeckt. Er wies mit seinen gerundeten Zahnhöckerchen ein bunodontes Kauflächenmuster auf. Die gesamte Zahnkrone überragte seitlich den Unterkiefer, was als exodaenodont bezeichnet wird und als diagnostisches Merkmal für Anthradapis gilt. Zwischen den einzelnen Zahnhöckerchen bestanden keine deutliche Scherleisten. Spätere Gattungen der  Sivaladapidae wiederum hatten eher scharfe Scherkanten zwischen den Höckerchen. Die Länge der Zähne nahm vom ersten Prämolaren bis zum ersten Molaren kontinuierlich zu. Für ersteren betrug sie 3,8 mm, für letzteren 7,1 mm.

## Fossilfunde
Der bisher einzige Fossilfund von Anthradapis wurde in der Fossillagerstätte von Na Dương im nordöstlichen Vietnam entdeckt. Sie liegt im gleichnamigen in der Provinz Lạng Sơn. Das Becken ist durch seinen Reichtum an Steinkohle bekannt, die in einem Tagebau gefördert wird. Der Tagebau bildet das Hauptaufschlussgebiet der Fossilfunde. Erste Funde wurden bereits zum Ende der 1970er Jahre berichtet, den Großteil erbrachten jedoch Forschungsarbeiten, die in den 2000er Jahren einsetzten. Es lassen sich zwei Gesteinseinheiten unterscheiden, die die unterlagernde Na-Duong-Formation und die hangende Rhin-Chua-Formation umfassen. Beide enthalten Fossilien und bestehen aus einer Wechsellagerung von Ton-, Schluff- und Sandsteinen, wobei in der Na-Duong-Formation zusätzlich noch Kohlelagen eingeschaltet sind. Beide Gesteinseinheiten verdanken ihren Ursprung einem einstmals stehenden Gewässer, in dessen Umgebung wohl ein dichter Wald bestand. Auf den See verweisen nicht nur die Ablagerungen, sondern auch zahlreiche Funde von Weichtieren, Fischen, Schildkröten und Krokodilen. Das waldreiche Hinterland wird durch Reste von Baumstümpfen und erhaltenen Blättern und Samen angezeigt. Zusätzlich kommen zahlreiche Funde von Huftieren wie Nashörnern und Vertretern der ausgestorbenen Anthracotheriidae vor. Während sich die Weichtiere und Fische über die gesamte Ablagerungsfolge der beiden Gesteinseinheiten verteilen, sind die Landwirbeltiere weitgehend auf eine basale Kohleschicht in der Na-Duong-Formation beschränkt. Der Fund von Anthradapis kam allerdings aus einem Bereich etwa 10 m unterhalb der Kohleschicht zu Tage. Absolute Altersdaten für Na Dương sind bisher nicht verfügbar. Aus biostratigraphischer Sicht ist eine Bildung der Ablagerungen im Oberen Eozän wahrscheinlich, was den Zeitraum von vor 38 bis 34 Millionen Jahren abdeckt. Teilweise wird aber auch eine Bildung im Unteren Oligozän  vor 34 bis 28 Millionen Jahren diskutiert.

## Paläobiologie
Das ermittelte Körpergewicht von rund 5,3 kg für Anthradapis ist das größte, das bisher für einen Vertreter der Sivaladapidae festgestellt wurde. Es übertrifft damit auch die Angaben, die für andere Formen wie Sinoadapis (4,4 bis 4,7 kg) oder Guangxilemur (4,8 kg) vorliegen, beide sind aus China bekannt und datieren in das Miozän beziehungsweise in das Eozän. Das Körpergewicht der Primaten hat nach Analysen von Richard F. Kay an rezenten Arten einen Einfluss auf die Ernährungsweise. Danach besteht eine Grenze bei rund 500 g, oberhalb der die Tiere ihren Eiweißbedarf nicht mehr ausschließlich von Insekten, sondern von Blättern beziehen. Die deutlich gerundeten Zahnhöckerchen bei Anthradapis machen aber eine blattreiche Nahrung, wie sie für die meisten Sivaladapidae angenommen wird, eher unwahrscheinlich, sondern sprechen viel mehr für eine fruchtbasierte Ernährung. Der kräftige Unterkieferkörper und der massiv ausgeprägte Eckzahn verweisen darüber hinaus auch auf eine Aufnahme von härteren Bestandteilen wie Samen. Allerdings war die dünne Zahnschmelzschicht auf den vorderen Mahlzähnen nicht gut geeignet, um solchen härteren Nahrungsbestandteilen länger zu widerstehen. In diesem Zusammenhang finden sich einzelne Vergleiche bei heutigen Neuweltaffen, die allerdings zu den Trockennasenprimaten zählen. Bei den Bartsakis beispielsweise, die ebenfalls Molaren mit nur dünnem Zahnschmelz besitzen, dient der außerordentlich große Eckzahn dazu, die häufig verzehrte hartschalige Nahrung aufzubrechen.

## Systematik
Anthradapis ist eine ausgestorbene Gattung aus der Gruppe der Adapiformes, einer ebenfalls erloschenen Linie der Primaten (Primates). Die Adapiformes gelten als einer der frühesten erfolgreichen Gruppen der Primaten. Sie traten im Eozän und Unteren Oligozän sowohl in Nordamerika als auch in Eurasien und Afrika auf. In der Regel, jedoch nicht generell, werden sie als Basalformen der Feuchtnasenprimaten (Strepsirrhini) angesehen, die rezent die Lemuren (Lemuriformes), Loris (Lorisidae) und Galagos (Galagonidae) einschließen. Einige Forscher vermuten aber auch eine nähere Beziehung zu den Trockennasenprimaten (Haplorhini), die Linie, die die Neuwelt- (Platyrrhini) und Altweltaffen (Catarrhini) einschließlich des Menschen beinhaltet. Die ähnlichen Merkmale zur letzteren Großgruppe werden aber zumeist als konvergente Entwicklungen angesehen. Die Zuordnung der Adapiformes zu den Feuchtnasenprimaten basiert unter anderem auf einem zweiwurzeligen unteren zweiten Prämolaren, der bei den Trockennasenaffen häufig einwurzelig ist. Andere Merkmale betreffen die Gestaltung der Eckzähne und des hinteren Gebisses, aber auch des Bewegungsapparates.
Innerhalb der Adapiformes werden mehrere Familien unterschieden. Unter Diskussion ist hierbei, ob die gesamte Gruppe eine verwandtschaftliche Gemeinschaft bildet, da verschiedene Wissenschaftler einen paraphyletischen Ursprung annehmen. Anthradapis wird den Sivaladapidae zugesprochen. Diese vereint mehrere adapiforme Primaten des östlichen, südöstlichen und südlichen Asiens wie der namengebende Sivaladapis, zudem auch Sinoadapis, Yunnanadapis oder Paukkaungia. Die überwiegenden Formen sind nur über Zähne bekannt. Im Unterschied zu den meisten Adapiformes überlebten einige Vertreter der Sivaladapidae bis in das Miozän. Aufgrund der langen zeitlichen Reichweite der Sivaladapidae und der damit einhergehenden deutlichen Änderung in der Zahnmorphologie ist ihre genaue stammesgeschichtliche Stellung innerhalb der Adapiformes nicht vollständig geklärt. Es scheint aber engere Bindungen an die Ekgmowechashalidae zu bestehen, die eine asiatisch-nordamerikanische Verbreitung hatten. Zwischen beiden Gruppen bestehen noch einige Absetzungsprobleme.
Die wissenschaftliche Erstbeschreibung von Anthradapis erfolgte im Jahr 2019 durch ein Wissenschaftlerteam um Olivier Chavasseau. Sie basiert auf dem rechten Unterkieferast eines nicht ausgewachsenen Individuums, der den Holotypus bildet (Sammlungsnummer ND-2015-12-7). Der Fund stammt aus einem Bereich 10 m unterhalb der basalen Kohleschicht der Na-Duong-Formation in der Fossillagerstätte Na Dương im nordöstlichen Vietnam. Der Gattungsname Anthradapis leitet sich von dem griechischen Wort άνθρακας (anthrakas) für „Kohle“ und der Bezeichnung Adapis als Leitform der Adapiformes her. Als Wortendung verweist sie auf die übereinstimmenden Merkmale der Gattung mit der Primatengruppe. Mit A. vietnamensis ist eine Art benannt worden, wobei das Artepitheton als Referenz auf das Herkunftsland des Fossils dient. Gemeinsam mit der Gattung wurde die Unterfamilie der Anthradapinae eingeführt, deren einziges Mitglied sie repräsentiert. Ein diagnostisches Merkmal besteht unter anderem in der Beibehaltung des ersten Prämolaren.